# Tom Dillehay
Thomas Dalton Dillehay (Los Ángeles, Estados Unidos; 23 de julio de 1947) es un arqueólogo y antropólogo estadounidense que ha desarrollado su trabajo de campo principalmente en Chile y otros países de Sudamérica,como en Perú y el hombre de Nanchoc. Su trabajo más conocido es la excavación del sitio de Monte Verde, en el sur chileno, a partir de 1977, y la realización, junto al geólogo Mario Pino, de las prospecciones y estudios del lugar.

## Carrera
Dillehay es doctor en antropología de la Universidad de Texas, profesor de la Universidad de Kentucky y la Universidad de Vanderbilt. En 1976 llegó a Chile como profesor de la Universidad Católica de Temuco. Entre 1977 y 1979 fue director del Departamento de Historia y Antropología de la Universidad Austral de Chile, en Valdivia. El 14 de marzo de 2016, la Universidad San Sebastián de Puerto Montt (Chile), le otorga el grado de Doctor Scientiae et honoris causa por el importante aporte de sus estudios para el continente, el país y la región.

## Monte Verde
El sitio ha entregado dataciones de presencia humana de entre 12 500 y 33 000 AP. Después de muchos debates actualmente se reconoce una ocupación humana confirmada de hace por lo menos 14 800 años. Estas fechas, sumadas a evidencias de una cultura semi-sedentaria, contradice el llamado Paradigma Clovis, teoría dominante durante el siglo XX que afirma que el poblamiento de América fue realizado por cazadores nómadas a partir del 13 500 AP. Las investigaciones de Monte Verde, sumadas a las realizadas por otros equipos en lugares como Topper, Pedra Furada o Cuenca del Valsequillo, han dado pie a que se formule la nueva Teoría del poblamiento temprano. 
Monte Verde, pese a haber sido refutado durante largos años, se convirtió en el primer sitio pre-Clovis en ser reconocido por una comisión investigadora, en 1997, rompiendo finalmente el llamado Consenso Clovis. Los investigadores encontraron después troncos y otros restos de un campamento , donde se recuperaron algas marinas que indican que los habitantes del sitio usaban algas de playas y ambientes para alimentos y como medicinas. Las excavaciones exploratorias posteriores y los datos interdisciplinarios proporcionaron evidencia de actividad humana en el área con dotaciones por radiocarbono y luminiscencia fechados entre ~ 18 500 y 14 500 AP.

## Mapuches: Monumentalidad e hipótesis de un proto-estado
A partir de los 70, partiendo desde un extenso trabajo etnológico y, posteriormente, arqueológico, Dillehay ha estudiado la cultura mapuche. Su trabajo, se centra en develar el origen, etnicidad y complejo patrón de influencias culturales que confluyen en dicho pueblo. El autor ha relevado la presencia de elementos de monumentalidad, desarrollo de características de proto-estado (que explican la resistencia a los imperios Inca y español, así como el singular establecimiento de una frontera formal y legal con este último) y la concurrencia de elementos de culturas clásicas andinas en el sur de Chile. 
Respecto de la monumentalidad en la cultura mapuche, Dillehay realizó, introducido en el tema por Américo Gordon y miembros de comunidades mapuches, los primeros estudios etnoarquelógicos exhaustivos y comprensivos sobre la profusa existencia de grandes túmulos o montículos rituales, o kuel, construidos por los mapuches. Sobre la existencia de estos kuel hasta entonces solo existían en algunas referencias dispersas en ocasiones de grandes dimensiones, asimilables a una colina (con casos que rondan los 30 metros de altura y 150 metros de largo, por ejemplo, en el caso de Lemu-Lemu). Dillehay a registrado, entre Chillán y Osorno, aproximadamente 500 de estos túmulos.  Los kuel incluyen en su tipología desde túmulos cónicos a montículos de plataformas alargada plana, con espacios para ceremonias propiciatorias en las cimas. Han sido datados por Dillehay a partir del siglo XIII, pero registra al menos un caso en que asistentes de comunidades siguen en el siglo XXI concurriendo allí a las ceremonias de nguillatún con tierra de sus propios lugares de residencia, a veces ubicados a kilómetros de distancia, para depositarla sobre el túmulo, acrecentando su tamaño. De la misma manera el uso ritual sigue presente en varios de ellos, ya sea con la forma tradicional mapuche, con la presencia de tótemes (rehue) y canchas de nguillatún presididos por machis, como en manifestaciones de sincretismo con el cristianismo, con el caso notable del kuel Cerro Calvario, en el que se realizan romerías y mandas (cumplimiento de promesas devocionales) dedicadas a San Sebastián, en la comuna de Santa Bárbara. Estos kuel tienen una presencia de especial densidad en Purén-Lumaco. Otra forma de intervención monumental del terreno estudiado por Dillehay son los camellones mapuches, series acumulaciones de tierras y zanjas alineadas de gran tamaño (1-2 metros de altura y 80 metros de largo), de uso agríçola, cuyo uso se data entre los siglo XIII y XIX. Los camellones mapuches han sido estudiados y hallados por Dillehay sobre todo en la costa y en la zona de Purén-Lumaco.
Este último descubrimiento ha sugerido a Dillehay una nueva caracterización de los mapuches, como un pueblo que realizó monumentos y que alcanzó niveles de organización política y social compleja, que posibilitaron dicho emprendimiento, sobre todo en el área que denomina "Ciénaga de Purén". En 2008 publicó sus conclusiones en su libro «Monuments, Empires, and Resistance: The Araucanian Polity and Ritual Narratives».
Por otra parte, Dillehay ha sostenido que los mapuches ejercían soberanía y ejercitaban esa soberanía, tenían sistemas de señorío evidentes, que les permitieron a construir los enormes túmulos y los españoles veían sus territorios como estados, de modo que la organización política mapuche debe considerarse un asunto de complejidad histórica.

## Obras
- Monteverde: aportes al conocimiento del Paleoindio en el Extremo Sur, Gaceta arqueológica andina, 1(4-5), 1982.
- En colaboración con Peter Kaulicke; Aproximación metodológica: el comportamiento del jaguar y la organización espacial socio-humana. Relaciones de la Sociedad Argentina de Antropología XVI, n.s.: 27-36. Buenos Aires. 1984-1985.
- Estrategias políticas y económicas de las etnias locales del Valle del Chillón durante el periodo prehispánico. Revista Andina, N° 2, 1987.
- Clasificación, uso del espacio y conocimiento ancestral en la sociedad y cultura mapuches y de la Etnicidad Mapuche, en: Araucanía: Presente y Pasado, Santiago de Chile, Editorial Andrés Bello, 1990.
- The first americans: Search and research, CRC Press, 1991
- The settlement of the Americas: A new prehistory, Basic Books, 2001.
- Monte Verde: Un asentamiento humano del pleistoceno tardío en el sur. de Chile, Santiago, LOM Ediciones, ISBN 956-282-659-7, 2004.
- Monuments, empires and resistance, Cambridge University Press, 2007.
- From foraging to farming in the Andes. New pespectives on food production and social organization, Cambridge University Press, 2011.
- La organización política temprana de los mapuche. Materialidad y patriarcado andino, Pehuén, 2017.

## Reconocimientos
- 2016: Doctor Scientiae et honoris causa, por la Universidad San Sebastián[8]